# Вужпа (Балезинский район)
Вужпа́ — бывшая деревня в Андрейшурском сельском поселении Балезинского района Удмуртии. Центр поселения — село Андрейшур.
Деревня находится на правом притоке ручья Вужпа, правом притоке реки Кеп. Рядом были бывшие деревни Ворончиха и Зора.
Население — 43 человека в 1961.